# ماندارین (کمیک)
ماندارین (به انگلیسی: Mandarin) یک شخصیت خیالی شرور بزرگ در کتاب‌های کامیک آمریکایی منتشر شده توسط مارول کامیکس است که اغلب به عنوان دشمن شخصیت ابرقهرمان مرد آهنی تصویر می‌شود. شخصیت ماندارین توسط نویسنده استن لی و طراح دان هک خلق شده‌است که برای اولین بار در شمارهٔ ۵۰ مجموعه تیلز آو ساسپنس (فوریه ۱۹۶۴) حضور پیدا کرد. شخصیت ماندارین زادهٔ کشور چین، قبل از زمان انقلاب کمونیست‌ها است. پدرش یک چینی ثروتمند و مادرش یک اشراف‌زاده انگلیسی بود که هر دوی آن‌ها زمانی که او بسیار جوان بود، جانشان را از دست دادند. از مشخصه‌های شخصیتی او اختلال شخصیت خودشیفته است که چندین بار سعی در تسخیر و فتح جهان کرده‌است و از طرفی نیز حس افتخار بالایی در اختیار دارد.
ماندارین به عنوان یک دانشمند نابغه، و دارای مهارت ابرانسانی در هنرهای رزمی به تصویر کشیده می‌شود. اگرچه منبع اصلی قدرت او ده حلقه جادویی می‌باشد که از فناوری بیگانه یک کشتی فضایی سقوط کرده به‌دست آورده است. هر یک از حلقه‌ها دارای قدرت‌های متفاوتی هستند و هر کدام بر روی انگشت خاصی دست می‌شوند.